# L'illa del Dr. Moreau (pel·lícula de 1977)
L'illa del Dr. Moreau (títol original: The Island of Dr. Moreau) és una pel·lícula estatunidenca de Don Taylor del 1977, adaptació de l'L'illa del doctor Moreau (novel·la homònima) d'H.G. Wells. Ha estat doblada al català.

## Argument
A partir de la novel·la d'H.G. Wells, dos homes que han naufragat en una illa llunyana i desconeguda són atacats i agafats com a caça per misterioses criatures. El nàufrag supervivent Andrew Braddock després d'haver estar socorregut pel metge Moreau i el seu ajudant Montgomery descobreix progressivament que el metge Moreau pràctica cruels experiments genètics sobre animals salvatges que intenta transformar en homes.

## Repartiment
- Burt Lancaster: Paul Moreau
- Michael York: Andrew Braddock
- Nigel Davenport: Montgomery
- Barbara Carrera: Maria
- Richard Basehart: jutge
- Nick Cravat: M'Ling
- The Great John L.: l'home-senglar
- Fumio Demura: l'home-hiena
- Gary Baxley: l'home-lleó
- John Gillespie: l'home-tigre
- David S. Cass Sr.: l'home-ós

## Nominacions
- Premi Saturn a la millor pel·lícula de ciència-ficció[cal citació]